# IC 3795
IC 3795 је лентикуларна галаксија у сазвјежђу Ловачки пси која се налази на листи објеката дубоког неба у Индекс каталогу.
Деклинација објекта је + 40° 43' 8" а ректасцензија 12h 48m 5,0s. Привидна величина (магнитуда) објекта IC 3795 износи 15,0 а фотографска магнитуда 16,0. IC 3795 је још познат и под ознакама MCG 7-26-53, CGCG 216-30, PGC 43221.